# 维洛图
维洛图（法語：Villautou，法語發音：[vilotu] ⓘ）是法国奥德省的一个市镇，属于卡尔卡松区。

## 地理
维洛图（43°9'34"N, 1°49'54"E）面积5.97 平方千米，位于法国奧克西塔尼大區奥德省，该省份为法国南部沿海省份，北起塔恩省，西北接上加龙省，西接阿列日省，南至东比利牛斯省，东临地中海，东北与埃罗省接壤。
与维洛图接壤的市镇（或旧市镇、城区）包括：米尔普瓦、拉法日、佩沙里克和勒皮、普莱涅、卡于扎克。

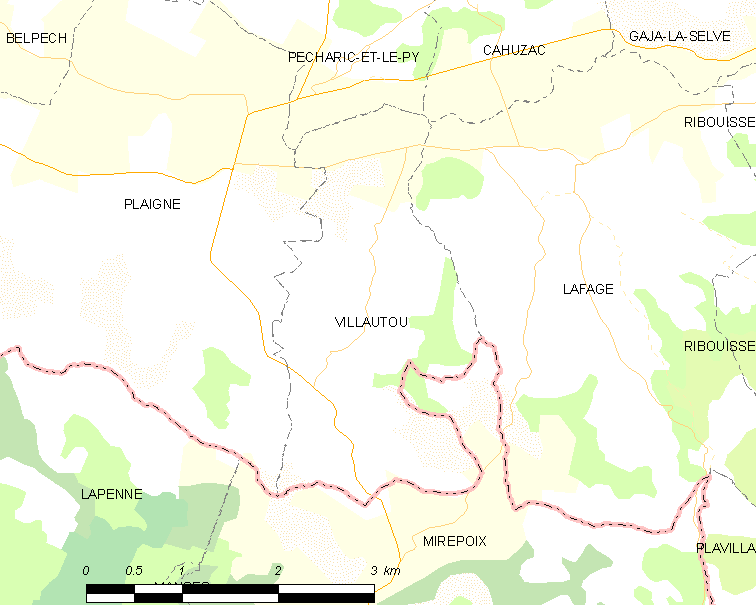
维洛图的OSM定位图

维洛图的时区为UTC+01:00、UTC+02:00（夏令时）。

## 行政
维洛图的邮政编码为11420，INSEE市镇编码为11419。

## 政治
维洛图所属的省级选区为拉皮耶日欧拉泽斯县。

## 人口

1962-2008年间维洛图人口变化图示

维洛图于2022年1月1日时的人口数量为66人。